# Alex Proyas

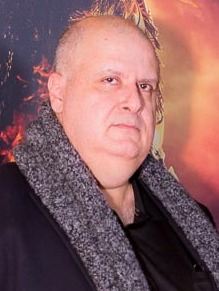
Alex Proyas (2016)

Alexander Proyas (* 23. September 1963 in Ägypten) ist ein australischer Regisseur von Musikvideos, Werbespots und Spielfilmen.

## Leben
Alex Proyas wurde 1963 in Ägypten als Sohn einer griechischen Familie geboren. Im Alter von drei Jahren zog die Familie nach Sydney in Australien um. Schon als Kind begann er, Kurzfilme zu drehen. Seine Ausbildung erhielt er an der Australian Film Television and Radio School (AFTRS). Nach Kurzfilmen, Werbespots und Musikvideos für Künstler wie Sting, Crowded House und INXS drehte er 1989 seinen ersten längeren Spielfilm Spirits of the Air, Gremlins of the Clouds, ein Endzeit-Film. Im Jahr 1994 schließlich drehte er seinen ersten Film für ein Hollywood-Studio: The Crow – Die Krähe. Bei den Dreharbeiten wurde der Hauptdarsteller Brandon Lee durch eine fehlerhafte Pistole tödlich verletzt und musste, zur Vollendung der Produktion, im Computer in seine noch ausstehenden Szenen montiert werden. The Crow – Die Krähe war ein großer Erfolg bei Kritikern und an den Kinokassen; jedoch machte Proyas nach den Dreharbeiten erstmal eine längere Pause.
1998 kehrte er mit Dark City auf die Kinoleinwand zurück, ein Film mit einem ähnlichen Thema wie Matrix. Auch wurden Kulissen aus Proyas Werk in Matrix benutzt. Ein weiterer großer finanzieller Erfolg gelang ihm mit dem an den gleichnamigen Roman von Isaac Asimov angelehnten Film I, Robot mit Will Smith in der Hauptrolle. Dieser spielte insgesamt 347 Millionen Dollar an der Kinokasse ein.
Sein Fantasyfilm Gods of Egypt wurde am 24. Februar 2016 uraufgeführt.

## Filmografie

### Ausgewählte Musikvideos
- 1987: Don’t dream it’s over, Crowded House
- 1987: Everywhere, Fleetwood Mac
- 1988: Magic Touch, Mike Oldfield
- 1989: Mysteries of Love, Alphaville
- 1989: Nineteen forever, Joe Jackson
- 1991: All This Time, Sting

### Spielfilme
- 1989: Spirits of the Air, Gremlins of the Clouds
- 1994: The Crow – Die Krähe (The Crow)
- 1998: Dark City
- 2002: Garage Days
- 2004: I, Robot
- 2009: Knowing – Die Zukunft endet jetzt (Knowing)
- 2016: Gods of Egypt